# Cory Redding
Pour les articles homonymes, voir Redding.
(en) Statistiques sur pro-football-reference
Cory Bartholomew Redding, né le 15 novembre 1980 à Houston, est un joueur américain de football américain. Il joue actuellement avec les Colts d'Indianapolis.

## Enfance
Redding étudie à la North Shore High School où il est nommé meilleur joueur défensif du pays au niveau High School en 1999. 

## Carrière

### Université
Il entre à l'Université du Texas à Austin et commence à jouer avec l'équipe de football américain des Longhorns. Sur l'ensemble de sa période universitaire, il réalise 201 tacles ainsi que 21 sacks.

### Professionnel
Cory Redding est sélectionné au troisième tour de la draft de la NFL de 2003 par les Lions de Detroit, au soixante-sixième choix. Après une saison de rookie comme remplaçant, il devient defensive end titulaire en 2004. Le 16 juillet 2007, il signe un contrat de sept ans avec les Lions pour 49 millions de dollars dont 16 millions de garantie. Il devient le defensive end le mieux payé de la NFL. Cependant, le 12 décembre 2008, il déclare forfait pour le reste de la saison après une blessure au genou.
Le 14 mars 2009, il est échangé, avec leur cinquième tour de la draft de 2009, aux Seahawks de Seattle, contre Julian Peterson. Cependant, il doit se contenter d'un rôle de second, jouant quinze matchs dont trois seulement comme titulaire. 
Il signe un contrat de deux ans avec les Ravens de Baltimore, le 22 mars 2010. Il intercepte la première passe de sa carrière, envoyé par Drew Brees, contre les Saints de La Nouvelle-Orléans, lors de cette saison. Lors de son passage chez les Ravens, Redding retrouve son poste de titulaire. Lors des play-offs de cette saison, il retourne un fumble de Ben Roethlisberger, face aux Steelers de Pittsburgh, en touchdown, le seul de sa carrière.
Le 14 mars 2012, il s'engage avec les Colts d'Indianapolis.

## Palmarès
- Meilleur joueur défensif des États-Unis  (niveau High School) 1999 par l'USA Today.
- Mention honorable de la Big 12 Conference 2000
- Équipe de la Big 12 Conference 2001 et 2002